# Sá de Miranda

Sá de Miranda

Francisco de Sá de Miranda (n. 28 august 1481, Coimbra — d. 1558, Amares) a fost un poet portughez. De altfel, mai mult de jumătate de poezia lui a fost scrisă în limba spaniolă.

## Viața și opera
Licențiat în Drept, Sá de Miranda întreprinde, în 1526, o lungă călătorie în Italia unde are ocazia să se familiarizeze cu noul stil poetic italian. S-a întors transformat în apărătorul acestuia și a fost primul care l-a practicat cu mult succes în Portugalia. Datorită unei cauze încă necunoscute, care nu-i permitea să exercite anumite funcții, el s-a retras de la curte la una din moșiile sale din Minho și de aici a corespondat cu un grup de discipoli și personalități marcante. El nu este important prin opera sa de influență italiană, ci prin Cartas și egloga (mic poem pastoral) Basto, scrise în forma tradițională redondilha, în care se reflectă personalitatea sa puternică și originală, închisă într-un individualism aproape feroce.
Cu toate că Sá de Miranda, care a dat primele poeme pastorale, elegii și sonete în limba portugheză, a rămas credincios formei naționale redondilha și spiritului peninsular tradițional, el a creat totuși o școală de poeți italieniști dintre care primul și cel mai de seamă este Don António de Ferreira, magistrat (1528-1569).